# Campionato Nazionale 1920-1921
La stagione 1920-1921 è stato il sesto Campionato Nazionale, e ha visto campione l'Hockey Club Rosey-Gstaad.

## Gruppi

### Serie Est

#### Classifica
| Posizione | Squadra                 | G | V | N | P | GF | GF | DR  | Punti | Osservazioni            |
| --------- | ----------------------- | - | - | - | - | -- | -- | --- | ----- | ----------------------- |
| 1.        | Akademischer EHC Zürich | 2 | 2 | 0 | 0 | 20 | 1  | 19  | 4     | Qualificato alla finale |
| 2.        | Engelberg               | 2 | 1 | 0 | 1 | 15 | 5  | 5   | 2     |                         |
| 3.        | FC/HC Zürich            | 2 | 0 | 0 | 2 | 1  | 30 | -29 | 0     |                         |

#### Risultati
| Engelberg 23 gennaio 1921 | Akademischer EHC Zürich | 16 – 0 referto | FC/HC Zürich |  |

| Engelberg 23 gennaio 1921 | Akademischer EHC Zürich | 4 – 1 referto | Engelberg |  |

| Engelberg 23 gennaio 1921 | Engelberg | 14 – 1 referto | FC/HC Zürich |  |

### Serie Ovest

#### Semifinali
| Château-d'Oex 8 gennaio 1921 | Bellerive Vevey | 2 – 1 referto | La Villa Ouchy |  |

| Château-d'Oex 8 gennaio 1921 | Rosey-Gstaad | 2 – 1 referto | Château-d'Œx |  |

#### Finale
| Château-d'Oex 8 gennaio 1921 | Rosey-Gstaad | 7 – 0 referto | Bellerive Vevey |  |

## Finale
| Gstaad 6 febbraio 1921 | Rosey-Gstaad | 12 – 6 referto | Akademischer EHC Zürich |  |

## Verdetti
| Campionato Nazionale 1920-1921 | Campionato Nazionale 1920-1921 |
| ------------------------------ | ------------------------------ |
| Campionato Nazionale           | Rosey-Gstaad                   |